# Epilobocera
Epilobocera is een geslacht van kreeftachtigen uit de klasse van de Malacostraca (hogere kreeftachtigen).

## Soorten
- Epilobocera armata Smith, 1870
- Epilobocera capolongoi Pretzmann, 2000
- Epilobocera cubensis Stimpson, 1860
- Epilobocera diazbeltrani Capolongo, 2005
- Epilobocera gilmani (Smith, 1870)
- Epilobocera haytensis Rathbun, 1893
- Epilobocera najasensis Capolongo & Pretzmann, 2002
- Epilobocera placensis Capolongo & Pretzmann, 2002
- Epilobocera sinuatifrons (A. Milne-Edwards, 1866)
- Epilobocera synoecia Capolongo & Pretzmann, 2002
- Epilobocera wetherbeei Rodríguez & Williams, 1995